# 第二十一航空隊
第二十一航空隊（だい21こうくうたい）は、日本海軍の部隊の一つ。2代存在するが、初代・二代とも水上偵察機からなる偵察部隊として編制された。初代は日華事変序盤に華北・華中方面で偵察・臨検に従事した。二代目は太平洋戦争序盤にフィリピン戦線に投入された第三十二航空隊がカロリン諸島に転出して名乗ったもので、まもなく「第九〇二海軍航空隊」に改称し、内南洋の主力哨戒隊となった。

## 初代

### 沿革
昭和12年7月7日、盧溝橋事件が勃発し、日中の武力衝突が始まるやいなや、海軍は事件からわずか4日後の11日に6個航空隊の大陸派遣を決定した。戦略爆撃を担当する第一連合航空隊は木更津海軍航空隊と鹿屋海軍航空隊からなり、制空を担当する2個航空隊と偵察を担当する2個航空隊は第二連合航空隊を編制した。二十一空は二連空の偵察部隊として呉海軍航空隊から6機を選抜して編制し、華北方面に投入された。
- 昭和12年7月11日　呉飛行場で臨時編制。第二連合航空隊に編入（水上偵察機6）。
- 昭和12年7月28日　第二艦隊附属に編入。
- 昭和12年8月9日　呉を出撃、朝鮮半島大東湾に進出。

　　　　　　　　　以後、大東湾を拠点に渤海湾・黄海の偵察・哨戒・船舶管制に従事。
- 昭和12年9月5日　中国向け民間船の平時封鎖開始。

　　　　　　　　　泗礁山泊地に進出、華中方面の偵察・哨戒・船舶管制に従事。徐州方面の内陸偵察に参加。
- 昭和12年9月27日　特設運送船衣笠丸、特設水上機母艦への改装完了。

　　　　　　　　　二十一空を衣笠丸飛行隊に編入することとし、空船で旅順に向け呉を出航。二十一空も徐々に旅順へ撤退。
- 昭和12年10月20日　旅順にて衣笠丸への収容が完了。

　　　　　　　　　二十一空を解散し、衣笠丸艦長隷下の飛行隊に改編。
衣笠丸は年末まで華北に留まり、平時封鎖を続行した。年が明けると華南に移り、他の水上機母艦と合同で華南方面の封鎖や内陸爆撃に飛行隊を運用した。地上拠点がなかった華南に13年4月より三灶島飛行場を確保したことから、基地航空隊の第十四航空隊が進駐し、昭和13年4月28日をもって衣笠丸は任を解かれ、飛行隊は呉に帰還した。独立した航空隊の時代はわずか3ヶ月。半年にわたった衣笠丸飛行隊時代の半分の期間でしかない。

### 主力機種
- 九五式水上偵察機

### 歴代司令
- 長谷川喜一 大佐：昭和12年7月11日-昭和12年10月20日衣笠丸飛行隊に編入

## 二代
昭和17年2月1日にフィリピン向け偵察隊として編制された第三十二航空隊が、昭和17年6月20日に改称して二代目の二十一空を継承した。当初パラオ諸島・マリアナ諸島・カロリン諸島・マーシャル諸島に展開していた水上機部隊は、戦線の拡大とともに長距離偵察が可能な陸上攻撃機・飛行艇隊と交代し、順次解散しつつあった。しかし綿密な近距離偵察に適した水上機部隊のニーズもあり、フィリピン攻略の完了とともに遊兵化していた三十二空を内南洋哨戒に振り向けたのが二十一空である。改称から約半年後、海軍航空隊番号付与標準の制定による海軍航空隊の番号制度の改定が実施されて「第九〇二海軍航空隊」へと改称し、二代目もわずか半年で書類上から消滅した。九〇二空が解散するのは、マリアナ諸島が陥落した直後の昭和19年8月1日である。三十二空開隊から九〇二空解隊までの沿革・機種・歴代司令は第三十二航空隊の項を参照。